# ロベルト・ステイグリッツ
ロベルト・ステイグリッツ（Robert Stieglitz、1981年6月20日 - ）は、ドイツのプロボクサー。ロシア・エイスク出身。元WBO世界スーパーミドル級王者(2期)。
ドイツのマクデブルクを拠点に活動している。エキサイトマッチではロバート・スティーグリッツと表記されている。
日本語表記の記事では「ロベルト・ステイグリッツ」と表記されることが多いが、「ロベルト・シュティーグリッツ」のほうがドイツ語の発音に近い読み方である。

## 来歴
2001年4月7日、ウニベルスム・ボックス・プロモーションズと契約を交わしてプロデビュー。
2009年8月22日、ハンガリー・ブダペストでWBO世界スーパーミドル級王者カロリー・バルザイ（ハンガリー）と対戦し、11回0分12秒TKO勝ちで王座を奪取した。
2010年11月20日、ドレスデンで同級9位のエンリケ・オルネラス（メキシコ）と対戦し、3-0の判定勝ちで4度目の防衛に成功した。
2012年8月25日、ベルリン・O2アリーナにて元IBF世界ミドル級王者アルツール・アブラハム（ドイツ）と対戦し、0-3の判定負けで7度目の防衛に失敗、王座から陥落した。
2013年3月23日、アルツール・アブラハムと再戦し、4回負傷TKO勝ちで王座奪回に成功した。
2013年7月13日、ドレスデンのエネルギー・フェアブント・アレーナでOPBF東洋太平洋スーパーミドル級王者清田祐三（フラッシュ赤羽）と対戦し、10回に清田の左目のカットにより負傷判定となり、3-0の判定勝ちで初防衛に成功した。この試合は後に清田の左目の傷が有効打によるものと判明し10回TKO勝ちに変更となった。
2013年10月19日、ライプツィヒのEINSエキジビション・ホールで同級7位のアイザック・エクポ（ナイジェリア）と対戦し、3-0の判定勝ちを収め2度目の防衛に成功した。
2014年3月1日、マクデブルクのGETECアリーナでアルツール・アブラハムとリマッチを行い、1-2の判定負けを喫し3度目の防衛に失敗した。
2014年11月8日、シュトゥットガルトのポルシェ・アレーナでフェリックス・シュトルムと75.5kgのキャッチウェイトのノンタイトル12回戦で対戦し、1-1（115-113、113-115、113-113）の判定で引き分けとなった。
2015年2月25日、WBOがアルツール・アブラハムと指名戦を行うよう指令を出した。
2015年7月18日、ノルトライン＝ヴェストファーレン州ハレのゲリー・ウェバー・シュタディオンでWBO世界スーパーミドル級王者アルツール・アブラハムと4度目の対戦を行い、6回1分14秒TKO負けを喫した。

## 戦績
- アマチュアボクシング：90戦80勝10敗
- プロボクシング：53戦47勝（27KO）5敗1分

| 戦           | 日付           | 勝敗 | 時間     | 内容    | 対戦相手                         | 国籍             | 備考                                                |
| ------------ | -------------- | ---- | -------- | ------- | -------------------------------- | ---------------- | --------------------------------------------------- |
| 1            | 2001年4月7日   | 勝利 | 4R       | 判定3-0 | ペトル・ポコルニー               | チェコ           | プロデビュー戦                                      |
| 2            | 2001年4月22日  | 勝利 | 1R       | KO      | パベル・ウェプレク               | チェコ           |                                                     |
| 3            | 2001年4月28日  | 勝利 | 2R       | KO      | カレル・フェレンク               | チェコ           |                                                     |
| 4            | 2001年6月8日   | 勝利 | 4R       | TKO     | トーマス・カグラー               | チェコ           |                                                     |
| 5            | 2001年6月22日  | 勝利 | 2R       | TKO     | オンドレイ・オラー               | チェコ           |                                                     |
| 6            | 2001年7月7日   | 勝利 | 2R 2:35  | TKO     | パトリック・メディンガ           | 南アフリカ共和国 |                                                     |
| 7            | 2001年9月15日  | 勝利 | 4R       | 判定    | ヘンリー・モビオ                 | コートジボワール |                                                     |
| 8            | 2001年12月8日  | 勝利 | 3R       | KO      | ロマン・ニコデム                 | チェコ           |                                                     |
| 9            | 2002年1月5日   | 勝利 | 2R       | TKO     | テレンス・パリソ                 | 南アフリカ共和国 |                                                     |
| 10           | 2002年2月23日  | 勝利 | 3R       | TKO     | ラズロ・ドルゴス                 | ハンガリー       |                                                     |
| 11           | 2002年3月16日  | 勝利 | 6R       | 判定3-0 | ブルース・オズベク               | トルコ           |                                                     |
| 12           | 2002年4月13日  | 勝利 | 3R 1:20  | TKO     | ラズロ・ドルゴス                 | ハンガリー       |                                                     |
| 13           | 2002年5月11日  | 勝利 | 2R       | KO      | マリウス・ミハイ・ドゥミトル     | ルーマニア       |                                                     |
| 14           | 2002年6月8日   | 勝利 | 4R 2:00  | TKO     | パベル・キロック                 | チェコ           |                                                     |
| 15           | 2002年9月21日  | 勝利 | 3R 2:10  | TKO     | タラル・サンティアゴ             | オランダ         |                                                     |
| 16           | 2002年10月31日 | 勝利 | 10R      | 判定3-0 | セルゲイ・カラネビッチ           | ロシア           | IBF世界ライトヘビー級ユース王座決定戦               |
| 17           | 2003年3月1日   | 勝利 | 10R      | 判定3-0 | デニス・ソロムコ                 | ベラルーシ       | IBFユース防衛1                                      |
| 18           | 2003年4月25日  | 勝利 | 4R       | KO      | ジェノ・ノバック                 | ハンガリー       |                                                     |
| 19           | 2003年7月5日   | 勝利 | 10R      | 判定3-0 | ロマン・アラミアン               | ドイツ           | IBFユース防衛2                                      |
| 20           | 2003年9月20日  | 勝利 | 10R      | 判定3-0 | ユーリ・バラシャン               | ウクライナ       | IBFユース防衛3                                      |
| 21           | 2003年11月29日 | 勝利 | 1R       | TKO     | マルシン・ラドラ                 | ポーランド       |                                                     |
| 22           | 2004年2月21日  | 勝利 | 7R 2:37  | TKO     | ゲイルン・ブラウン               | アメリカ合衆国   | IBF世界スーパーミドル級ユース王座決定戦             |
| 23           | 2004年6月5日   | 勝利 | 12R      | 判定3-0 | ジャメル・セリーニ               | ベルギー         | IBFインターコンチネンタルスーパーミドル級王座決定戦 |
| 24           | 2004年9月18日  | 勝利 | 12R      | 判定3-0 | ユーリ・ツァレンコ               | ベラルーシ       | IBFインターコンチネンタル防衛1                      |
| 25           | 2004年12月11日 | 勝利 | 12R      | 判定3-0 | アレクサンダー・ザイツェフ       | ロシア           | IBFインターコンチネンタル防衛2                      |
| 26           | 2005年4月16日  | 勝利 | 11R終了  | TKO     | ローレンス・チャップマン         | アメリカ合衆国   | IBFインターコンチネンタル防衛3                      |
| 27           | 2005年7月9日   | 勝利 | 5R 2:30  | TKO     | フランシス・チェカ               | タンザニア       | IBFインターコンチネンタル防衛4                      |
| 28           | 2005年12月3日  | 勝利 | 11R 0:35 | TKO     | アレハンドロ・ベリオ             | コロンビア       | IBF世界スーパーミドル級挑戦者決定戦                 |
| 29           | 2006年10月10日 | 勝利 | 5R 2:50  | KO      | エリック・ハワード               | アメリカ合衆国   |                                                     |
| 30           | 2007年3月3日   | 敗北 | 3R 2:40  | TKO     | アレハンドロ・ベリオ             | コロンビア       | IBF世界スーパーミドル級王座決定戦                   |
| 31           | 2007年6月2日   | 勝利 | 8R       | 判定3-0 | マーロン・ヘイス                 | アメリカ合衆国   |                                                     |
| 32           | 2007年10月13日 | 勝利 | 10R      | 判定3-0 | ウィリアム・ガレ                 | 南アフリカ共和国 |                                                     |
| 33           | 2008年3月22日  | 敗北 | 8R 1:53  | TKO     | リブラド・アンドラーデ           | メキシコ         | IBF世界スーパーミドル級挑戦者決定戦                 |
| 34           | 2008年7月11日  | 勝利 | 5R 1:35  | TKO     | ファワツ・ナシール               | デンマーク       |                                                     |
| 35           | 2008年12月9日  | 勝利 | 12R      | 判定2-1 | ルーカス・ビラスチク             | ドイツ           | WBCインターナショナルスーパーミドル級王座決定戦     |
| 36           | 2009年1月10日  | 勝利 | 4R 1:47  | TKO     | ディミトリ・プロトクナス         | エストニア       |                                                     |
| 37           | 2009年5月15日  | 勝利 | 10R      | 判定3-0 | ジンドリッチ・ベレッキー         | チェコ           |                                                     |
| 38           | 2009年8月22日  | 勝利 | 11R 0:12 | TKO     | カロリー・バルザイ               | ハンガリー       | WBO世界スーパーミドル級タイトルマッチ               |
| 39           | 2010年1月9日   | 勝利 | 5R 1:48  | TKO     | ルーベン・エデュアルド・アコスタ | アルゼンチン     | WBO防衛1                                            |
| 40           | 2010年4月17日  | 勝利 | 12R      | 判定3-0 | エデュアルド・ガツネク           | ドイツ           | WBO防衛2                                            |
| 41           | 2010年11月20日 | 勝利 | 12R      | 判定3-0 | エンリケ・オルネラス             | メキシコ         | WBO防衛3                                            |
| 42           | 2011年4月9日   | 勝利 | 10R      | 失格    | コレン・ゲバー                   | アルメニア       | WBO防衛4                                            |
| 43           | 2012年1月14日  | 勝利 | 12R      | 判定3-0 | ヘンリー・ウェバー               | ドイツ           | WBO防衛5                                            |
| 44           | 2012年5月5日   | 勝利 | 12R      | 判定3-0 | ネイダー・ハムダン               | オーストラリア   | WBO防衛6                                            |
| 45           | 2012年8月25日  | 敗北 | 12R      | 判定0-3 | アルツール・アブラハム           | ドイツ           | WBO王座陥落                                         |
| 46           | 2013年1月26日  | 勝利 | 3R 1:45  | KO      | ミハウ・ニエロダ                 | ポーランド       |                                                     |
| 47           | 2013年3月23日  | 勝利 | 4R 0:01  | TKO     | アルツール・アブラハム           | ドイツ           | WBO世界スーパーミドル級タイトルマッチ               |
| 48           | 2013年7月13日  | 勝利 | 10R 0:40 | TKO     | 清田祐三（フラッシュ赤羽）       | 日本             | WBO防衛1                                            |
| 49           | 2013年10月19日 | 勝利 | 12R      | 判定3-0 | アイザック・エクポ               | ナイジェリア     | WBO防衛2                                            |
| 50           | 2014年3月1日   | 敗北 | 12R      | 判定1-2 | アルツール・アブラハム           | ドイツ           | WBO王座陥落                                         |
| 51           | 2014年7月26日  | 勝利 | 10R 0:12 | TKO     | セルゲイ・コミットスキー         | ベラルーシ       | WBOインターコンチネンタルスーパーミドル級王座決定戦 |
| 52           | 2014年11月8日  | 引分 | 12R      | 判定1-1 | フェリックス・シュトルム         | ドイツ           |                                                     |
| 53           | 2015年7月18日  | 敗北 | 6R 1:14  | TKO     | アルツール・アブラハム           | ドイツ           | WBO世界スーパーミドル級タイトルマッチ               |
| テンプレート |                |      |          |         |                                  |                  |                                                     |

## 獲得タイトル
- IBF世界ライトヘビー級ユース王座
- IBF世界スーパーミドル級ユース王座
- IBFインターコンチネンタルスーパーミドル級王座
- WBCインターナショナルスーパーミドル級王座
- 第7代WBO世界スーパーミドル級王座（防衛6度）
- WBOインターコンチネンタルスーパーミドル級王座
- 第9代WBO世界スーパーミドル級王座（防衛2度）